# Cotícia

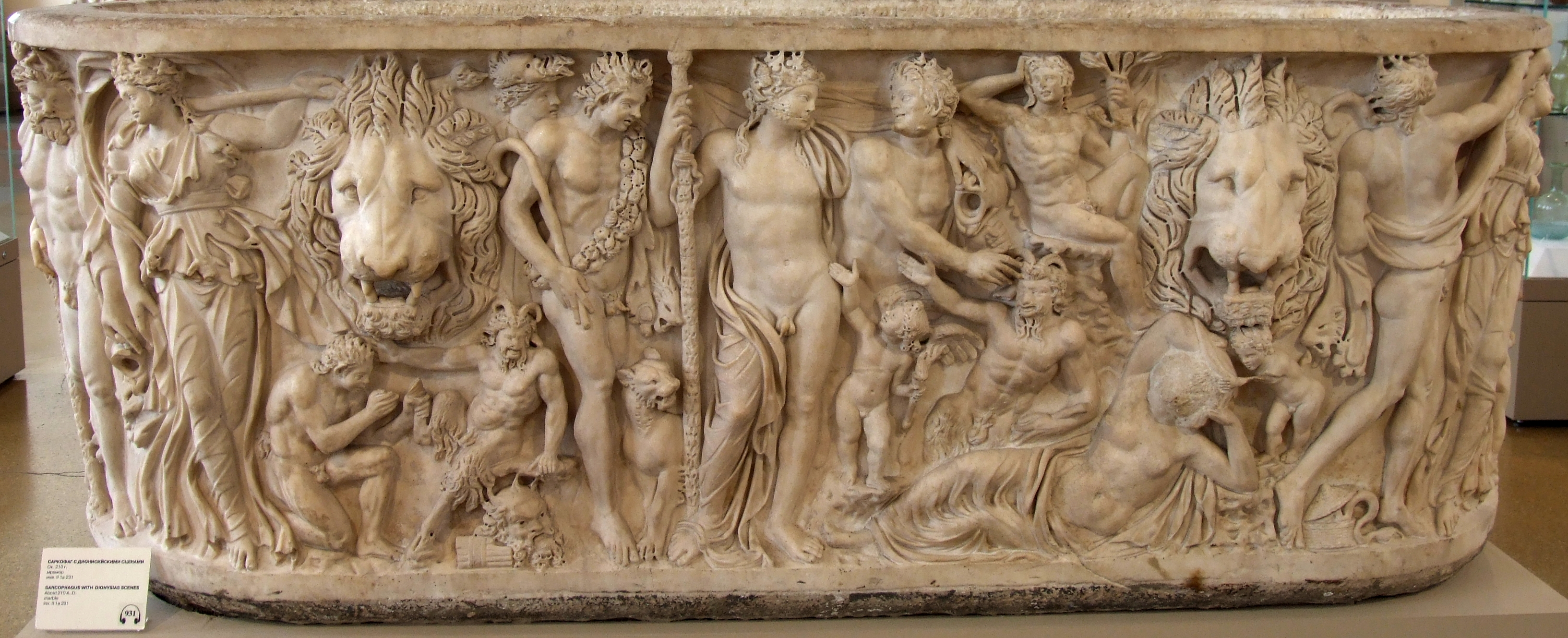
Cena em um sarcófago do século III d.C. retratando uma orgia

Cotícia (em grego:  Κοτύττια, Kotuttiā) foi um festival religioso orgiástico e noturno da Grécia Antiga e Trácia em celebração a Cotito, a deusa do sexo, considerada um aspecto de Perséfone.

## Celebração
Cotícia originou-se com os Édones como uma celebração do rapto de Perséfone. Em toda a Trácia, era celebrado secretamente nas colinas à noite, e era famoso por sua obscenidade e insobriedade.
Através da influência do intercâmbio e do comércio, a forma edoniana do festival se espalhou para Atenas, Corinto, e Quios, onde sua marca se tornou tão pronunciada que "companheira de Cotito" tornou-se sinônimo de "vagabunda".
Na Sicília, os ritos de Cotícia eram muito mais mundanos, celebrando o aspecto crescente de Perséfone.